# Schaumburg-Lippe (šlechtický rod)
Schaumburg-Lippe je německý šlechtický rod, který se řadí k vysoké evropské šlechtě. Jejich jméno se odvozuje od hradu Schaumburg ve Weserských horách a od hrabat z Lippe, kteří se v roce 1647 ve vedlejší linii stali hrabaty nově vzniklého hrabství Schaumburg-Lippe. Území se nacházelo na území dnešního spolkového státu Dolní Sasko, dočasně s úřady na území dnešního spolkového státu Severní Porýní-Vestfálsko.  V rámci rozsáhlých mocenských přesunů zahájených Napoleonem (viz Rýnský spolek) byli v 1807  povýšeni na knížata (knížectví Schaumburg-Lippe). V roce 1918 kníže Adolf II.  abdikoval. Rod má v současnosti (2007) 24 členů, z nichž pouze část žije v Schaumburgu-Lippe.

## Historie

### Raný novověk
Šlechtický rod Schaumburg-Lippe vznikl v roce 1647 rozdělením dědictví hrabství Schaumburg mezi rod Brunšvik-Lüneburg, hesensko-kasselská lantkrabata  a hrabata z Lippe . Hrabě Otto V. Holštýnsko-Schaumburský zemřel v roce 1640 bez dědiců. Rozdělení bylo stvrzeno v několika smlouvách v roce 1647 a potvrzeno Vestfálským mírem v říjnu 1648. V důsledku tohoto rozdělení existovalo od roku 1647 hrabství Schaumburg (hesenská část) spojené s Hesensko-Kasselskem personální unií a hrabství Schaumburg (část Lippe), ve kterém vládla zakládající vedlejší linie hraběcího rodu Lippe-Alverdissen. Prapředkem dynastie byl hrabě Filip I. z Lippe-Alverdissen. Území, které ovládal, bylo později většinou označováno jako Schaumburg-Lippe.

### 19. století

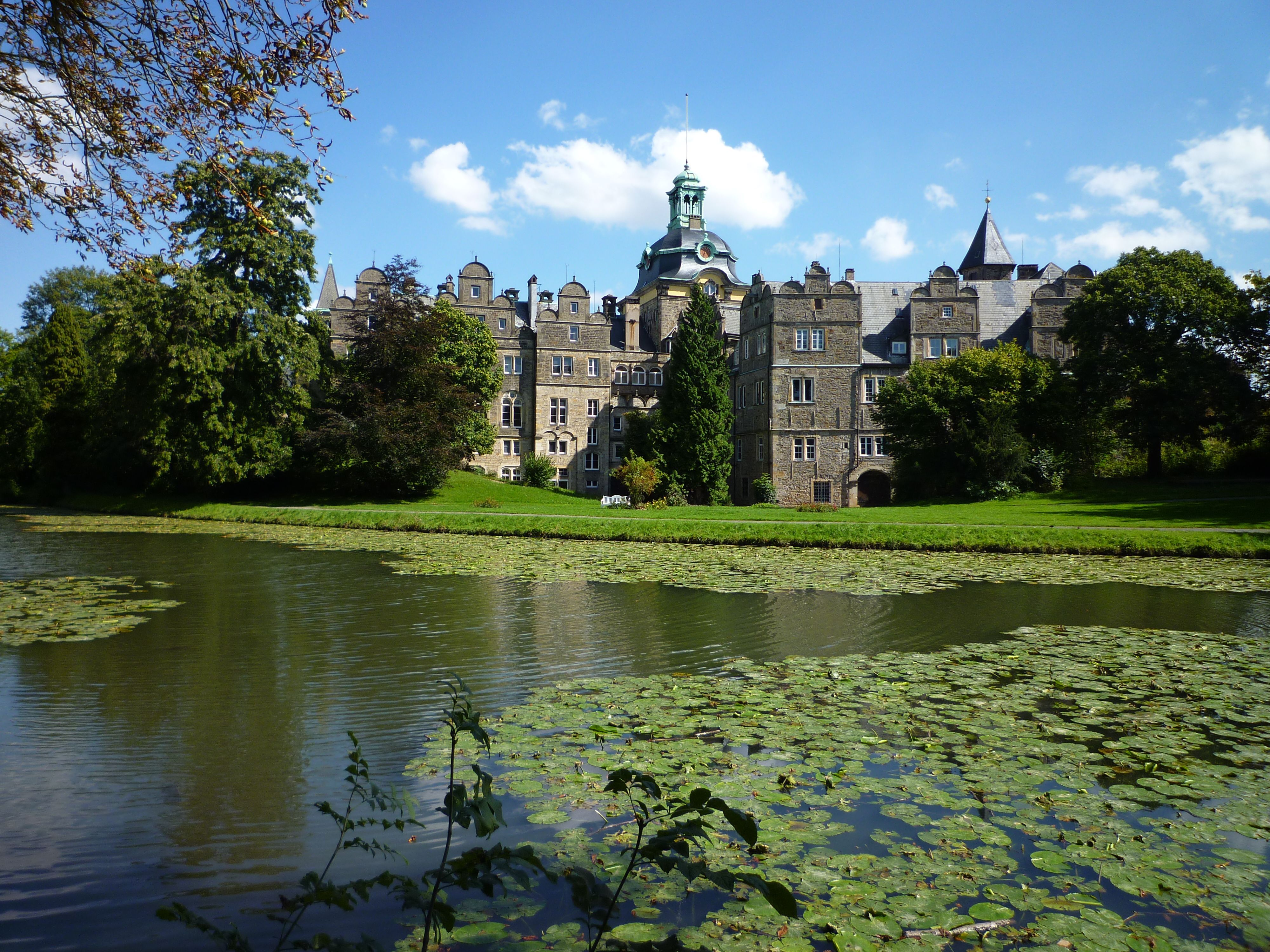
Zámek Bückeburg, rodové sídlo

Poté, co se v roce 1807 ujal vlády hrabě Jiří Vilém (1784–1860), byl 18. dubna 1807 připojením k Rýnskému spolku  fakticky povýšen do knížecího stavu. V roce 1815 se knížectví připojilo k Německému spolku a po roce 1871 se stalo spolkovým státem Německé říše. Jiří Vilém, který zpočátku podporoval vnitropolitické reformy (zavedení moderní pozemkové daně v roce 1812, zemské stavy se zastoupením rolníků v roce 1815), musel na vídeňském kongresu dojít k závěru, že země nemůže očekávat žádnou územní expanzi a že je třeba počítat s mediatizací. Proto bylo v následujících letech zakoupeno několik velkostatků v jihovýchodní Evropě, aby rodina mohla být dlouhodobě zajištěna. Jako jeden ze tří suverénních knížecích rodů získal rod Schaumburg-Lippe díky svým českým a rakouským majetkům dědičné sídlo v Panské sněmovně, horní komoře rakouské Říšské rady.
V letech 1895 a 1905 se kníže pokoušel uplatnit své dědické nároky na knížectví Lippe v nástupnickém sporu, ale neuspěl. Kníže Adolf II. byl jedním z posledních německých panovníků, kteří se 15. listopadu 1918 vzdali svého trůnu.

### Výmarské období a národní socialismus
Po první světové válce rod ztratil sice regentství, ale na druhou stranu přišli pouze o část majetku, protože od této doby vystupovali jako soukromé osoby.
Během nacistické éry se někteří členové rodu Schaumburg-Lippe připojili k NSDAP už před nástupem Hitlera k moci, mezi nimi byl Friedrich-Christian kníže ze Schaumburg-Lippe, osobní tajemník ministra nacistické propagandy Josepha Goebbelse a také Stephan ze Schaumburg-Lippe, a jeho žena Ingeborg Alix z Oldenburgu, přední členka SS-Helferinnenkorpsu v nacistickém státě. Pár byl úzce spřátelen s Heinrichem Himmlerem.

### Od roku 1946
Po druhé světové válce ztratila svou nezávislost i země Schaumburg-Lippe a byla v roce 1946 začleněna do nově založené spolkové země Dolní Sasko. Referendum ze dne 19. ledna 1975 o obnovení bývalé země (podle par. 29 ústavy -  Základního zákona (GG)) bylo zamítnuto federálním zákonodárným sborem, přestože mělo kladný výsledek.

## Panovníci a hlavy rodu

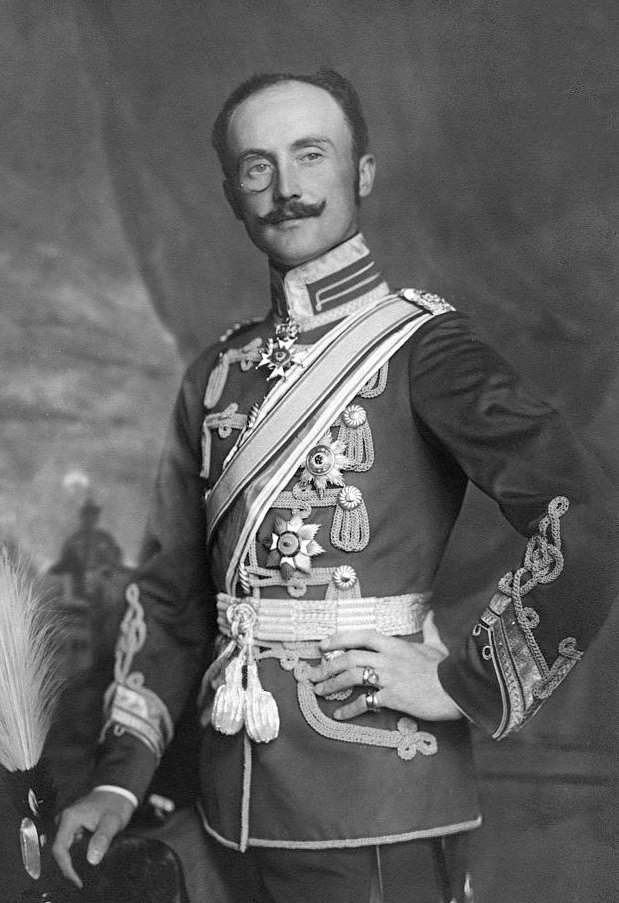
Adolf II., poslední vládnoucí kníže ze Schaumburg-Lippe

### Hrabata
- 1647–1681: Filip (1601–1681)
- 1681–1728: Fridrich Kristián (1655–1728)
- 1728–1748: Albrecht Wolfgang (1699–1748)
- 1748–1777: Vilém (1724–1777)
- 1777–1787: Filip Arnošt (1723–1787)
- 1787-1807: Jiří Vilém (pod poručnictvím své matky Juliany, lantkraběnky Hesensko-Philippsthalské a hraběte Ludvíka z Wallmoden-Gimbornu)

### Knížata
- 1807–1860: Jiří Vilém (1784–1860)
- 1860–1893: Adolf I. (1817–1893)
- 1893–1911: Jiří (1846–1911)
- 1911–1918: Adolf II. (1883–1936)

### Hlavy rodu
- 1911–1936: Adolf II. (1883–1936)
- 1936–1962: Wolrad ze Schaumburg-Lippe (1887–1962)
- 1962–2003: Philipp Ernst ze Schaumburg-Lippe (1928–2003)
- od roku 2003: Alexandr ze Schaumburg-Lippe (* 1958)

## Další rodinní příslušníci

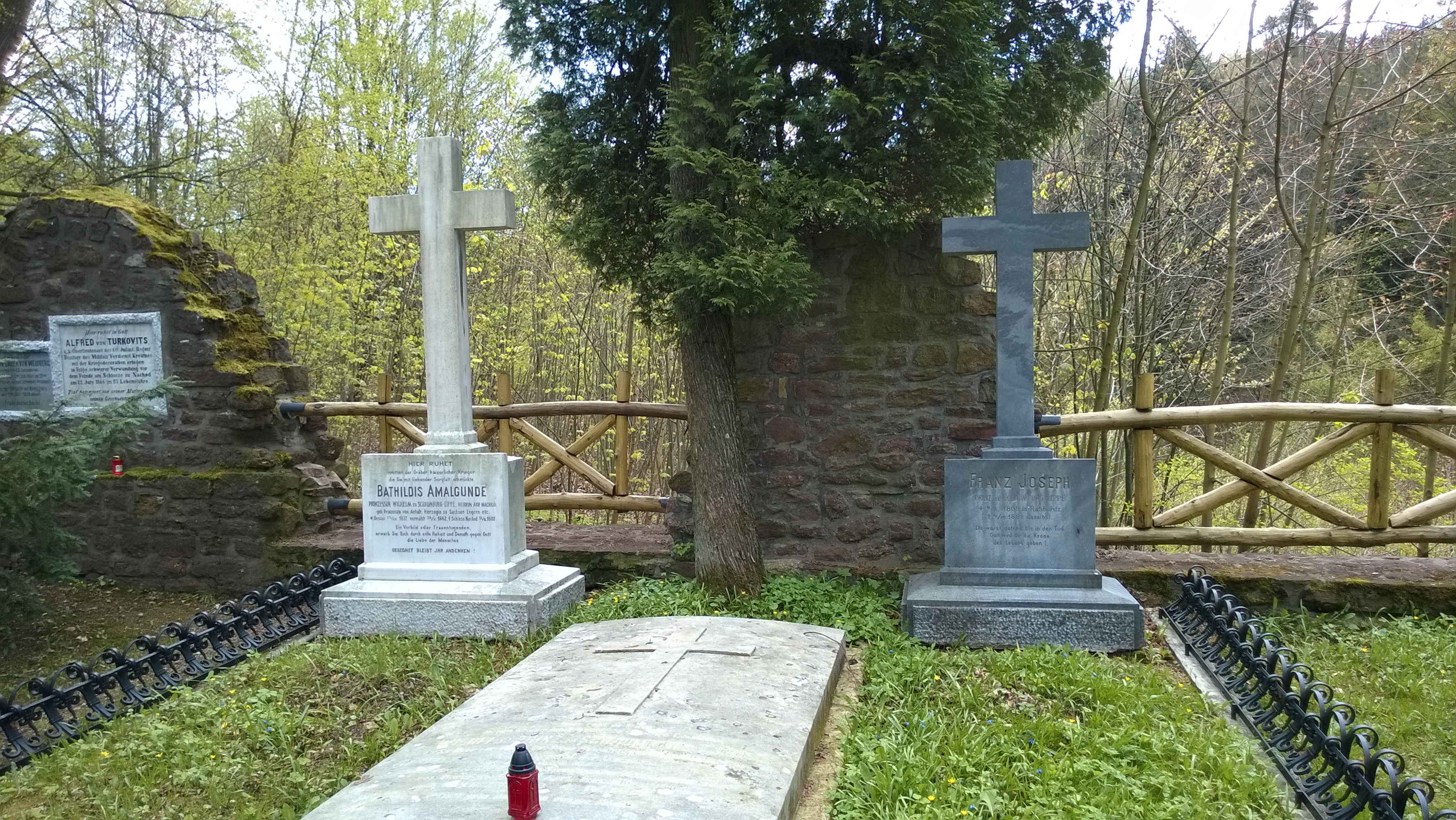
Hrobka rodu Schaumburg-Lippe na Vojenském hřbitově poblíž náchodského zámku, kde byl pohřben Vilém ze Schaumburg-Lippe a jeho příbuzní

Dalšími známými představiteli rodu byli Juliana Hesensko-Philippsthalská (1761–1799), regentka knížectví v letech 1787 až 1799; Vilém ze Schaumburg-Lippe (1834–1906), majitel sekundogeniturního fideikommisu Náchod-Chvalkovice a c. k. generál jízdy; Charlotte ze Schaumburg-Lippe (1864–1946), poslední württemberska královna; Max ze Schaumburg-Lippe (1898–1974), německo-rakouský závodní jezdec; Friedrich Christian ze Schaumburg-Lippe (1906–1983), politik a propagandista NSDAP.

## Sídla knížecí rodiny
Rod vlastní nebo vlastnil řadu hradů, zámků a paláců. Patří mezi ně zámek Bückeburg v oblasti Schaumburg pevnost Wilhelmstein u jezera Steinhude, lovecký zámeček Baum a lesní usedlost Steyrling v Rakousku. K bývalým majetkům patří také zámek Stadthagen, zámek Hagenburg, palác Bückeburg, zámek Alverdissen (do roku 1812), hrad Blomberg a Arensburg (do roku 1940). Rakouský zámek Klaus vlastnili v letech 1889 až 1940. V 19. století knížecí rod investoval do nemovitostí v Meklenbursku a získal celkem 9 139 hektarů, včetně zámku Remplin v roce 1816 (do roku 1848), panství a sídlo Vietgest v roce 1841 a panství Krümmel v roce 1896.
V roce 1842 získal kníže Jiří Vilém české panství Náchod s náchodským zámkem, zámkem Chvalkovice a zámkem Ratibořice. Převedl majetek na sekundogenituru pro svého třetího syna Viléma ze Schaumburg-Lippe. Posledním majitelem byl Bedřich ze Schaumburg-Lippe, jehož potomkům byl po skončení druhé světové války majetek v roce 1945 bez náhrady vyvlastněn.
Mezi další majetky mužských příslušníků patřili palác Schaumburg v Bonnu a ve 20. století dočasně hornorakouský zámek Walchen.

### Současná sídla

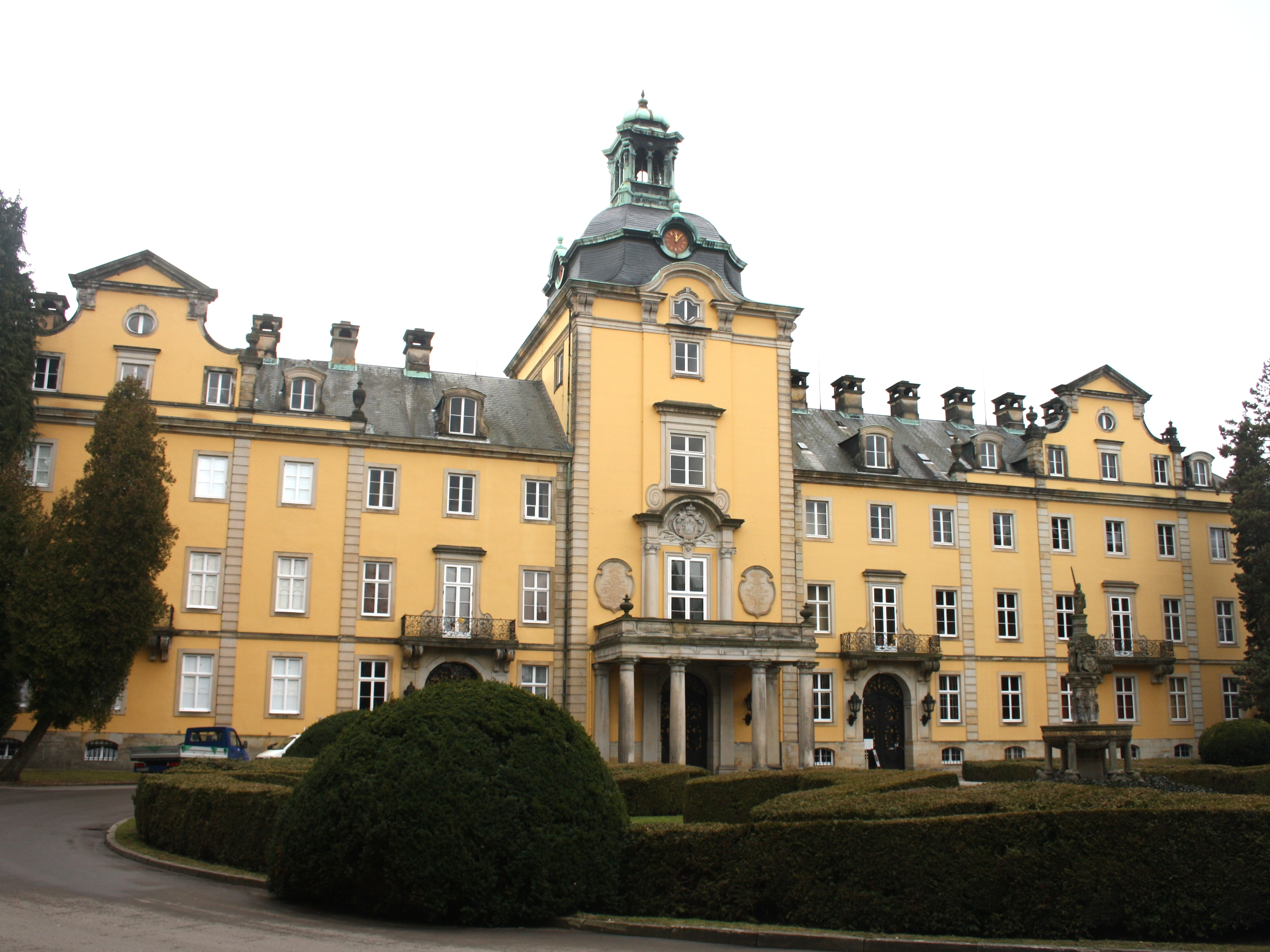
Zámek Bückeburg, zemský okres Schaumburg
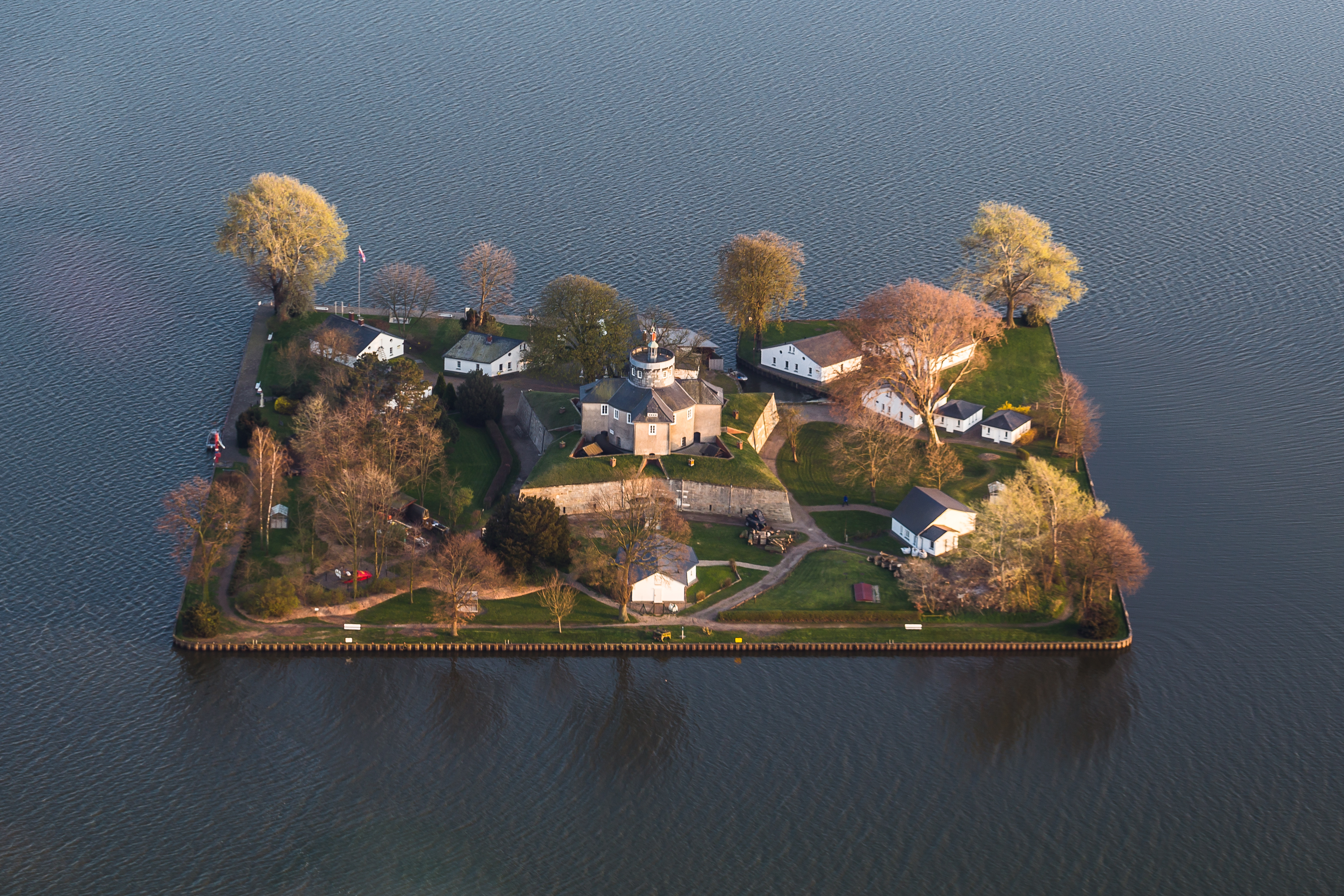
Ostrov s pevností Wilhelmstein na jezeře Steinhude
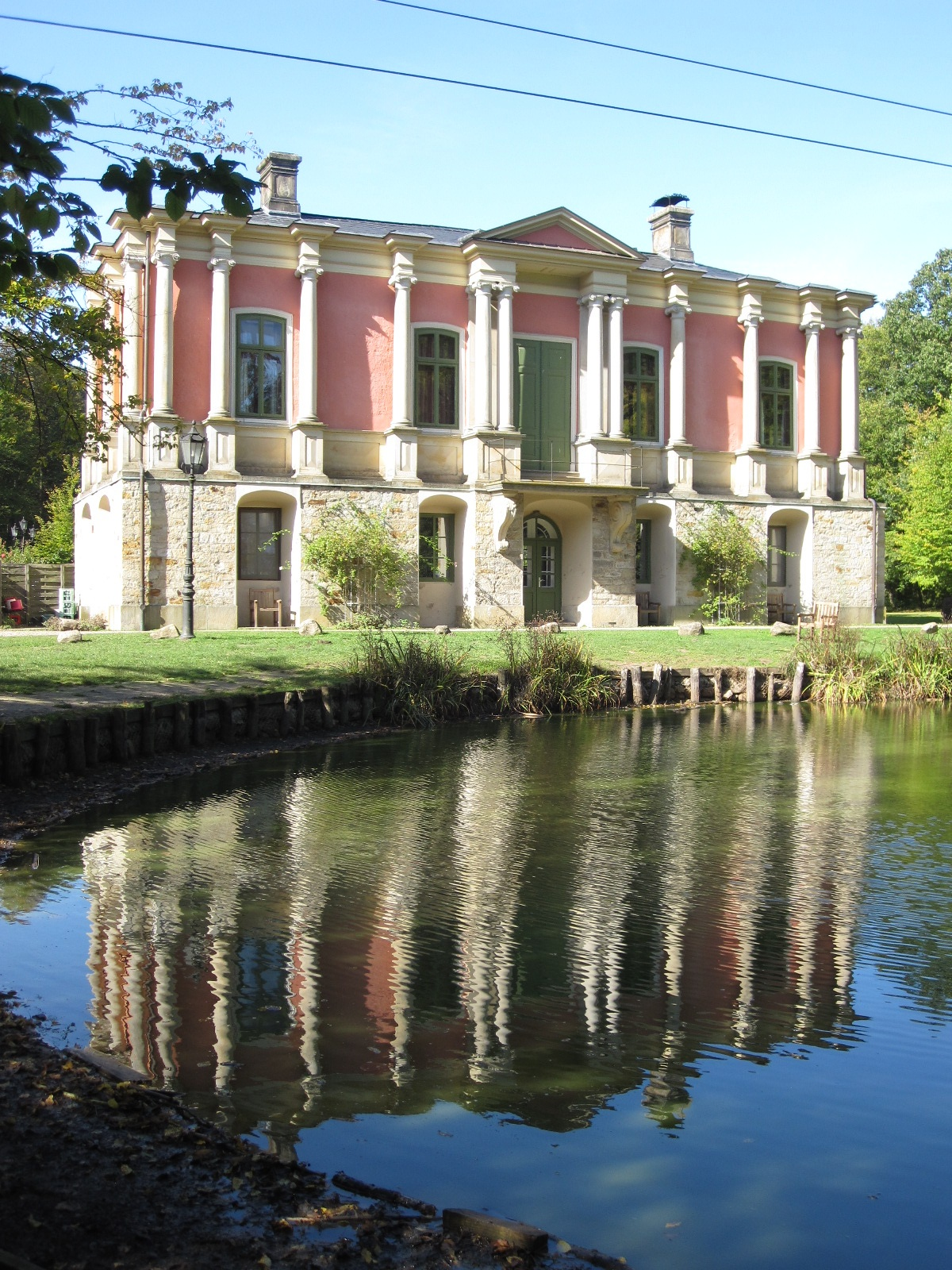
Lovecký zámeček Baum u Bückeburgu

### Dřívější sídla

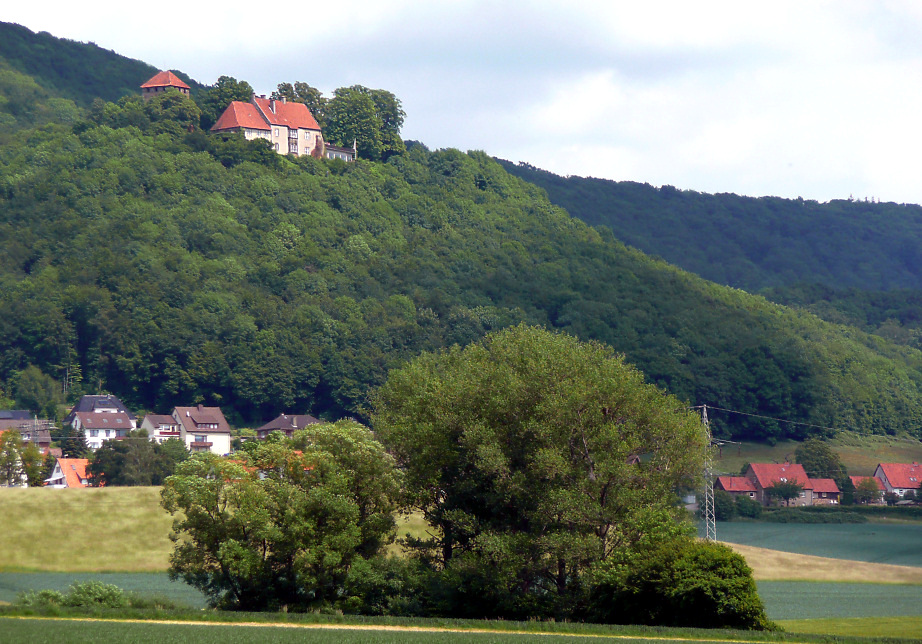
Schaumburg Rintelnu, zemský okres Schaumburg
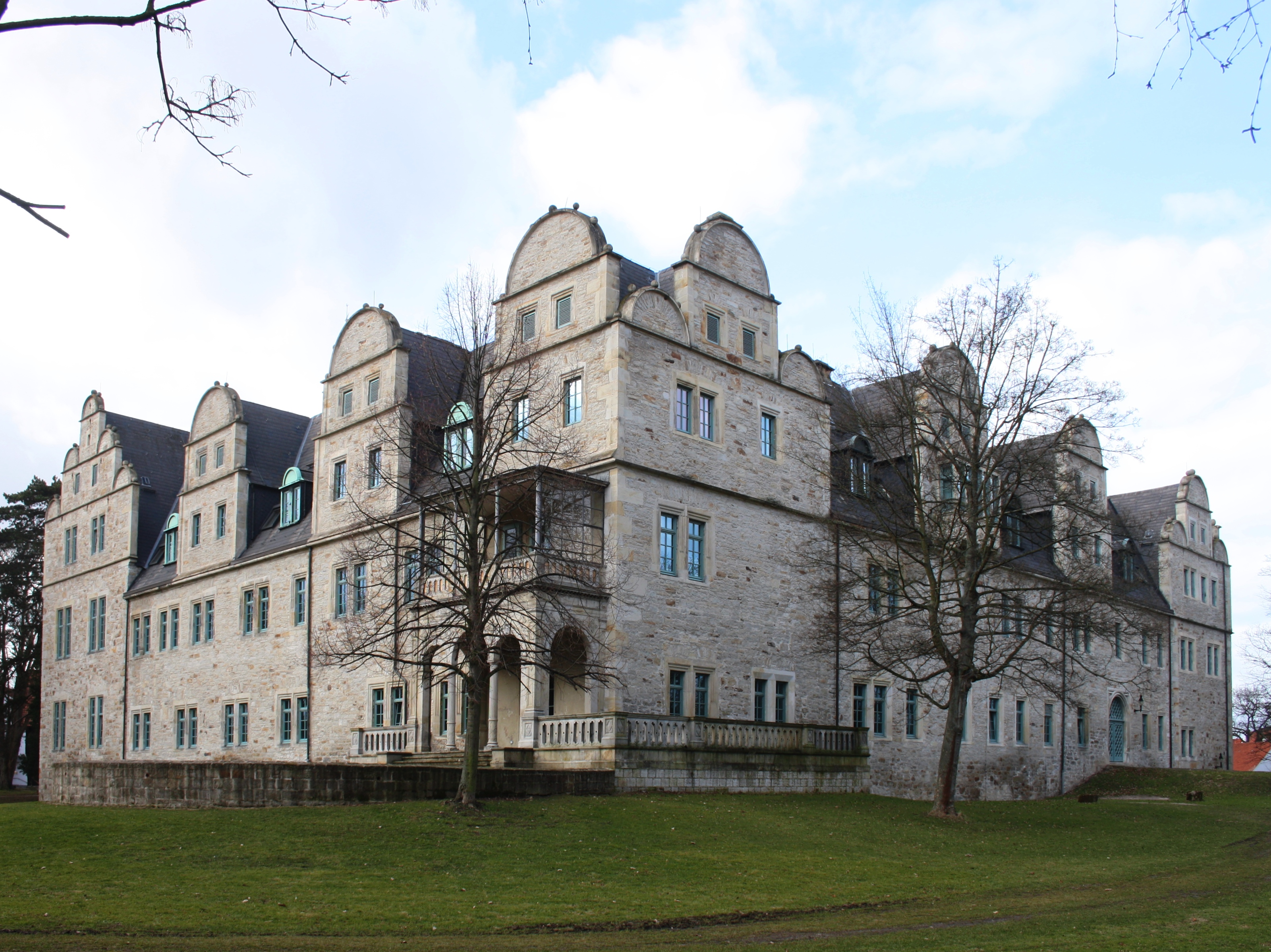
Zámek Stadthagen, zemský Schaumburg
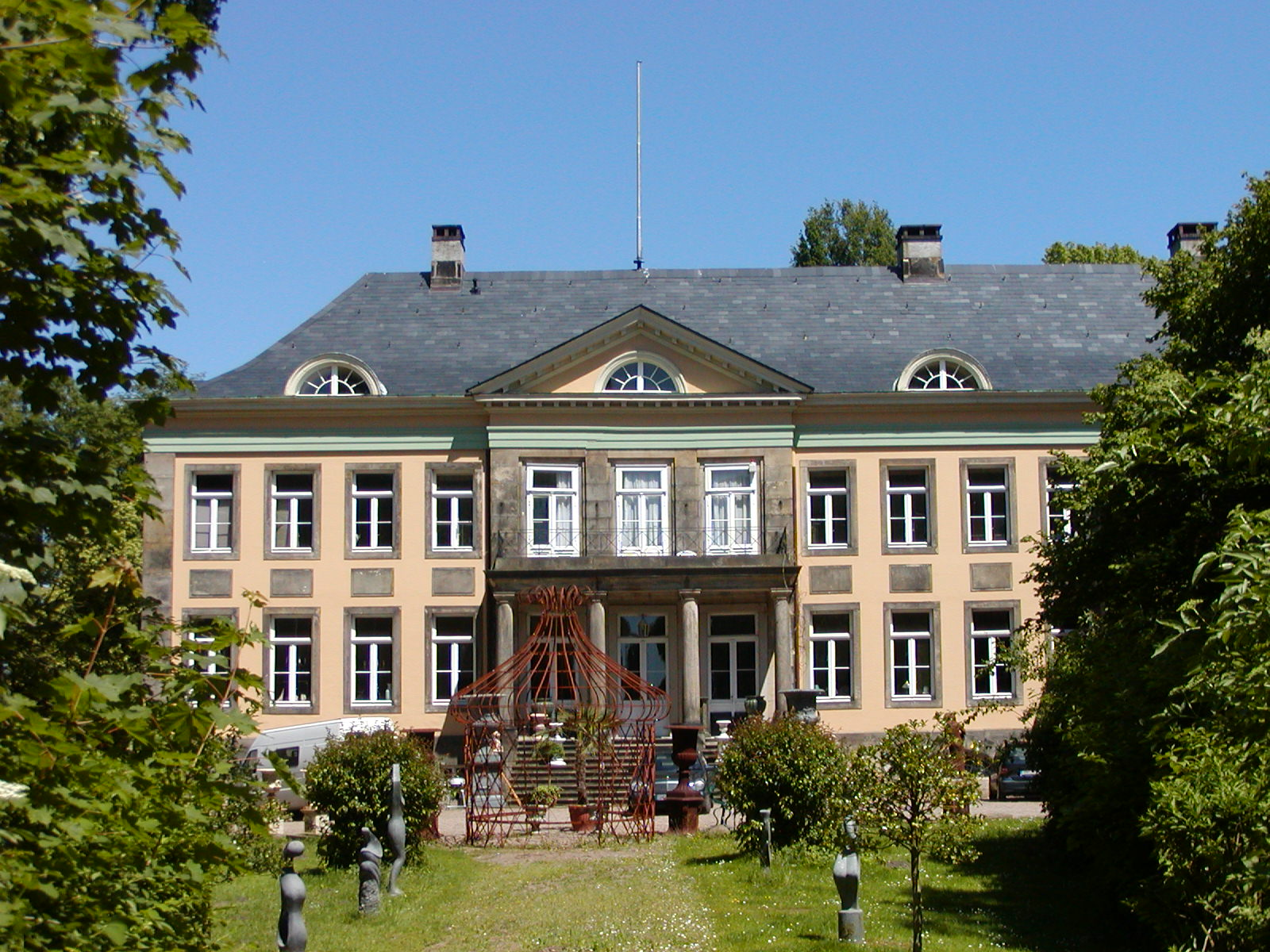
Zámek Hagenburg u jezera Steinhude, zemský okres Schaumburg
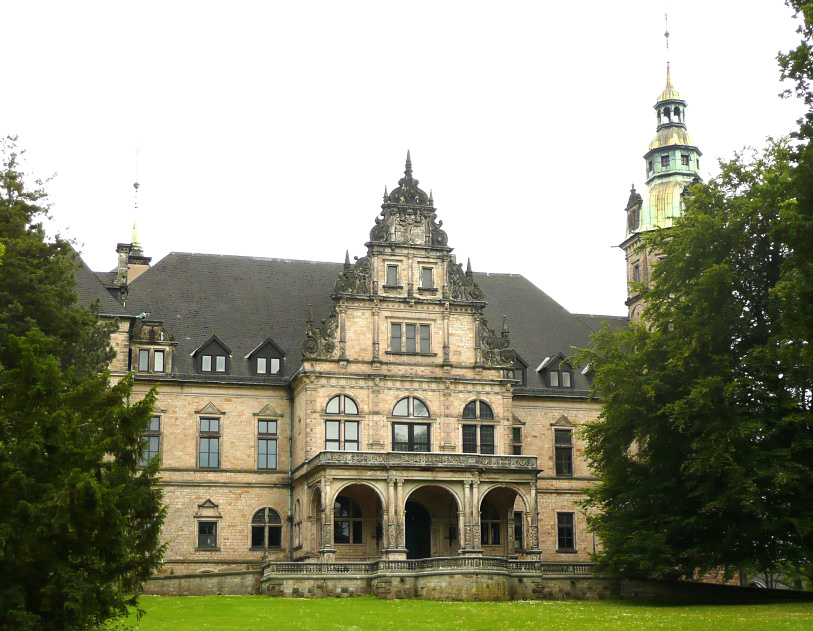
Palác Bückeburg
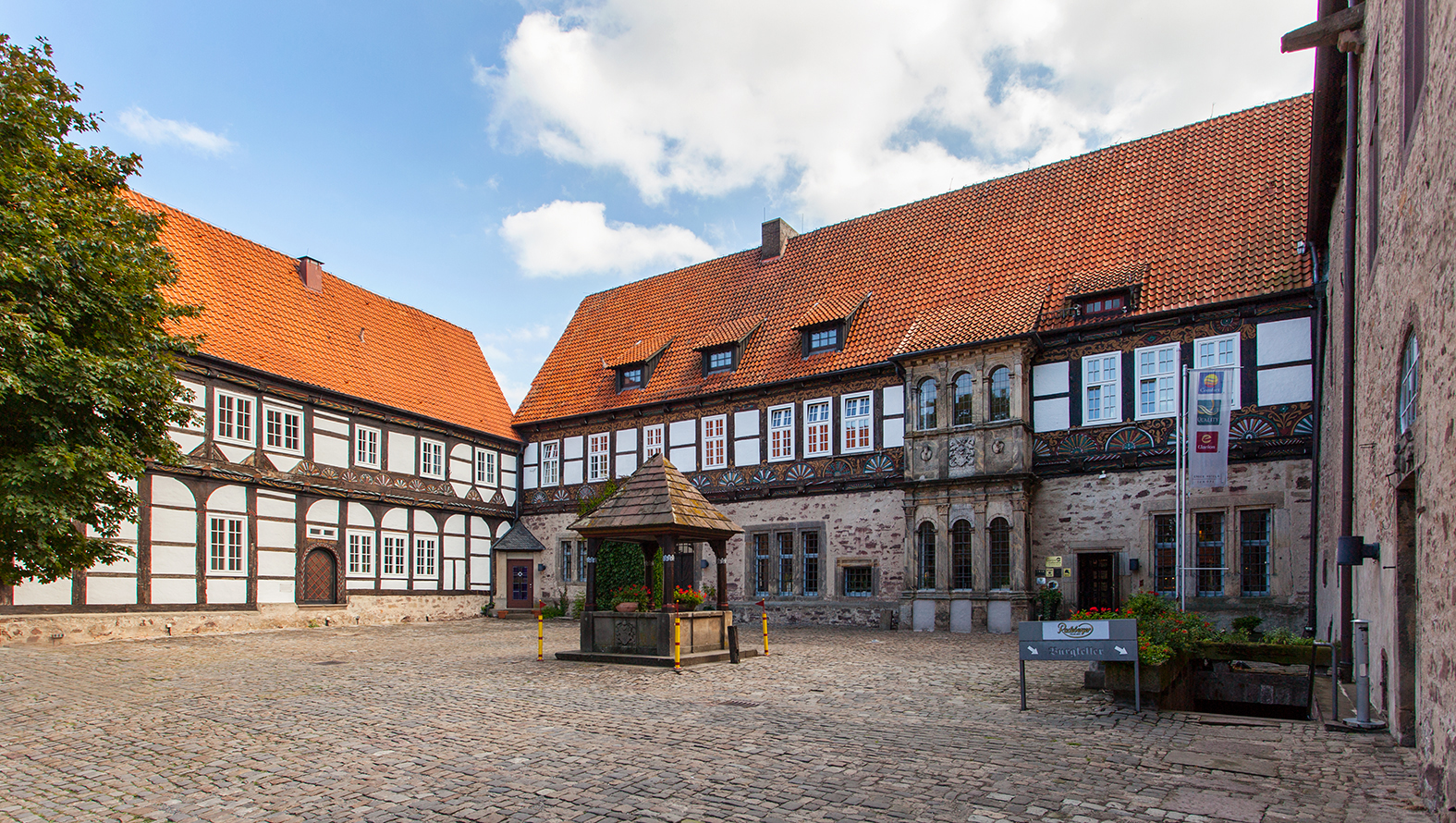
Hrad Blomberg, Lippe
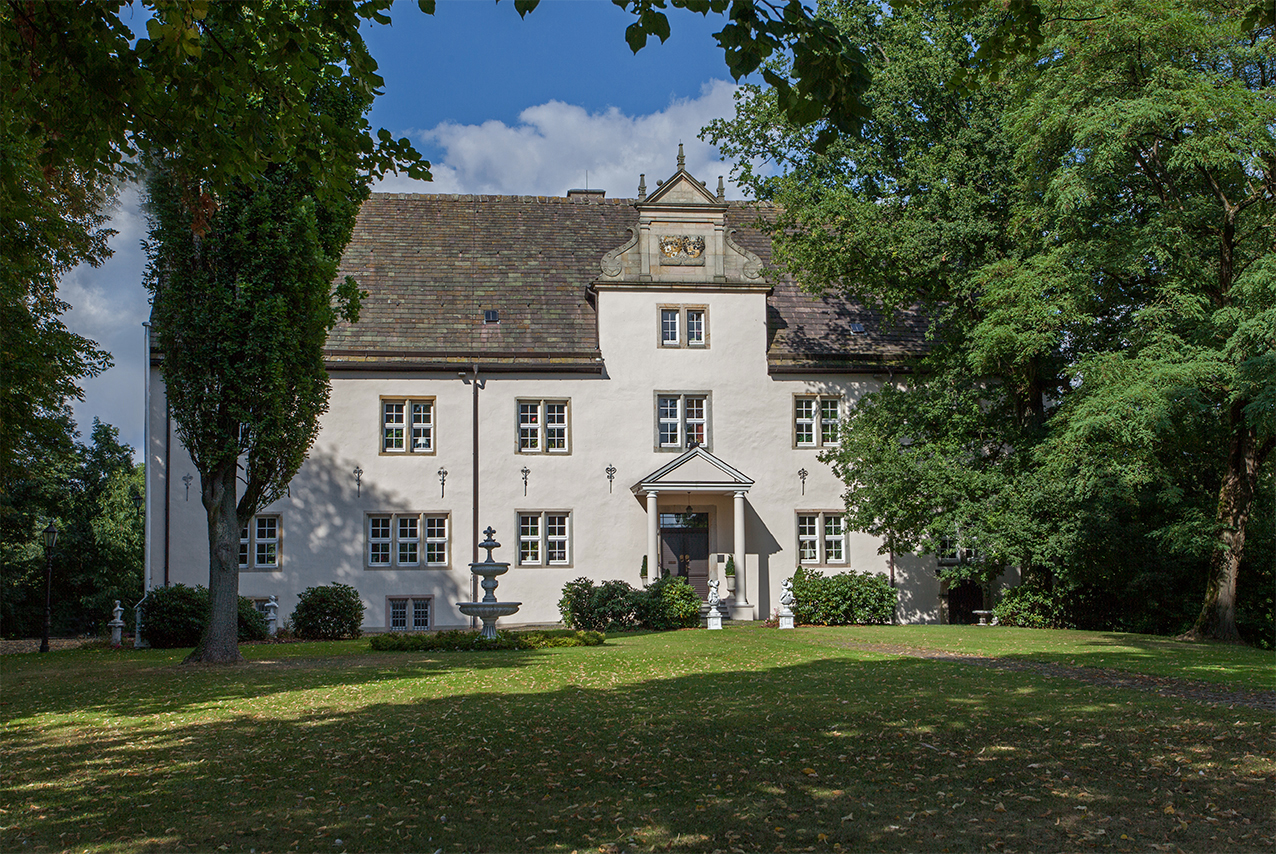
Zámek Alverdissen, Lippe
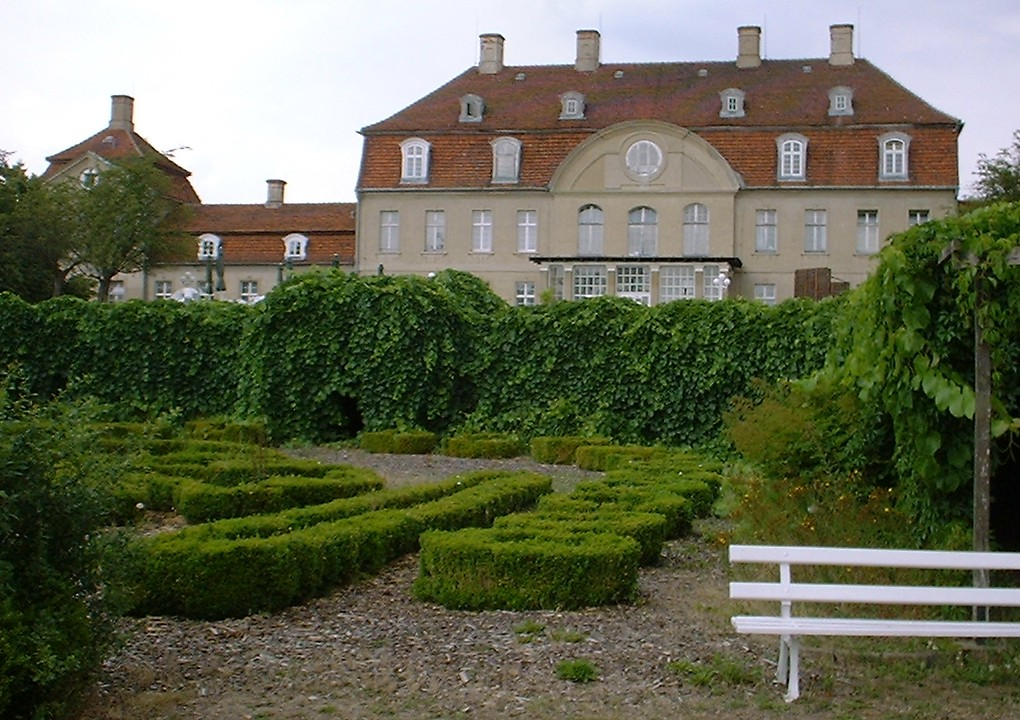
Panské sídlo Vietgest, Mecklenbursko
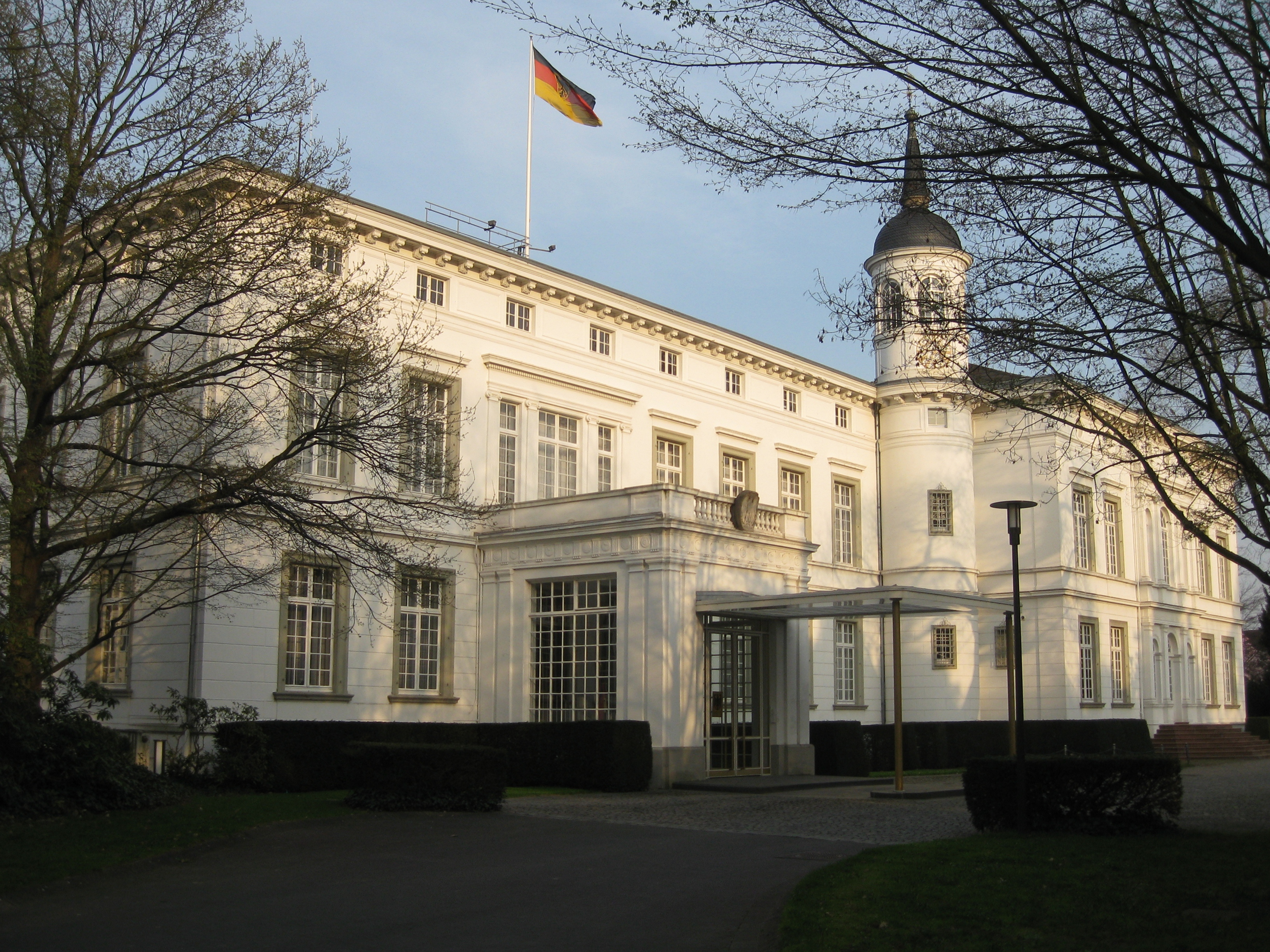
Palác Schaumburg, Bonn
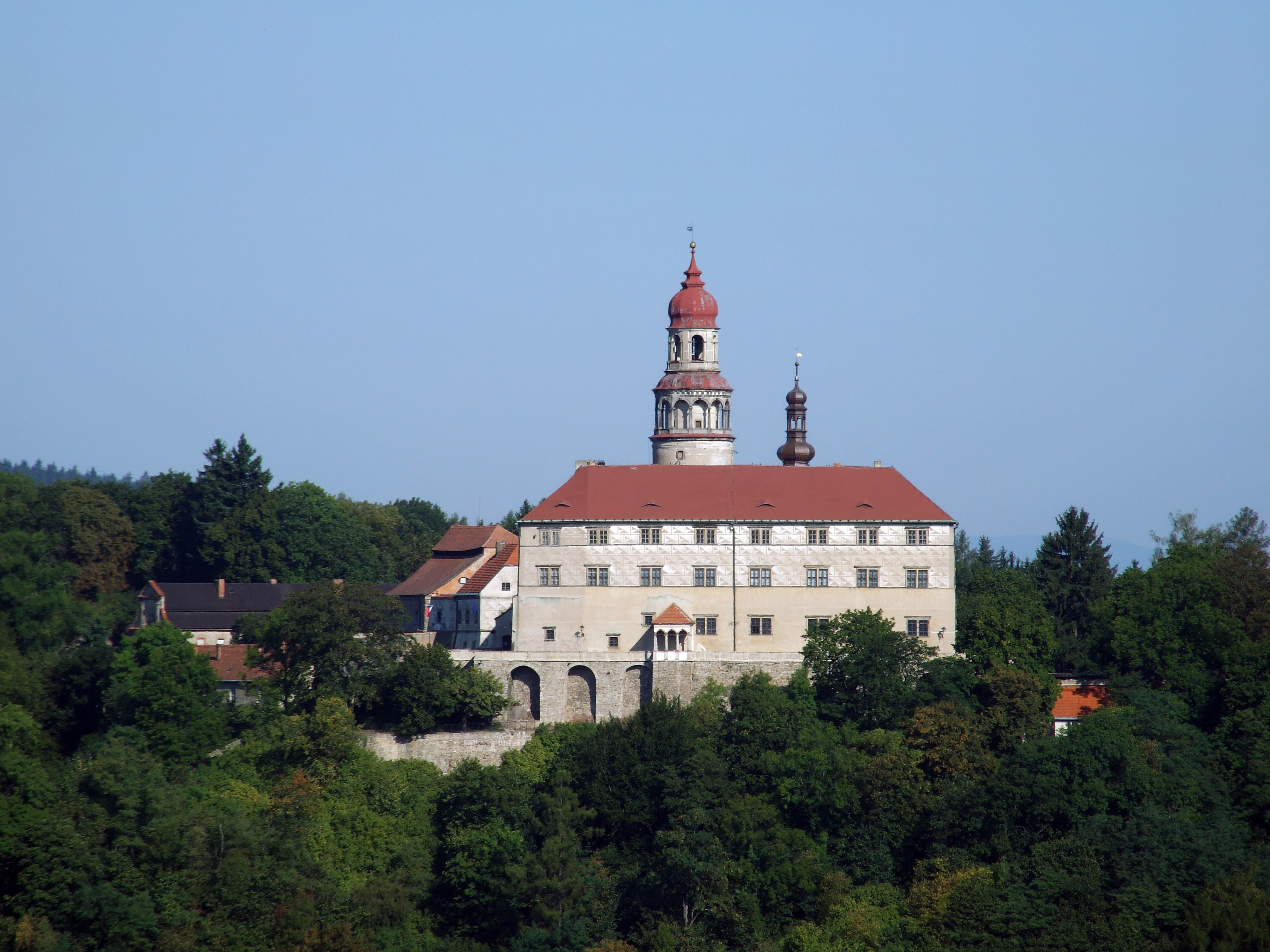
Zámek Náchod
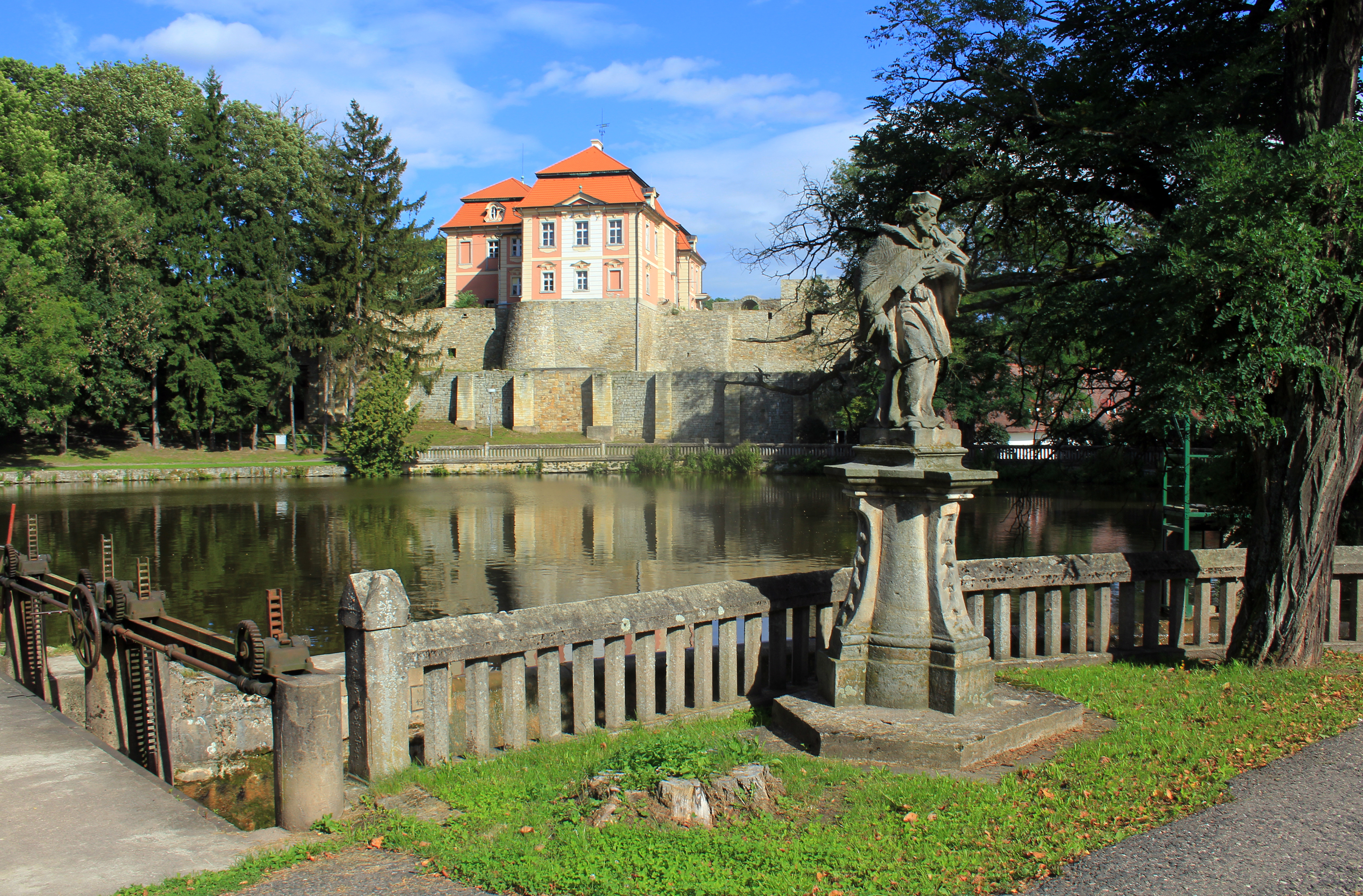
Zámek Chvalkovice
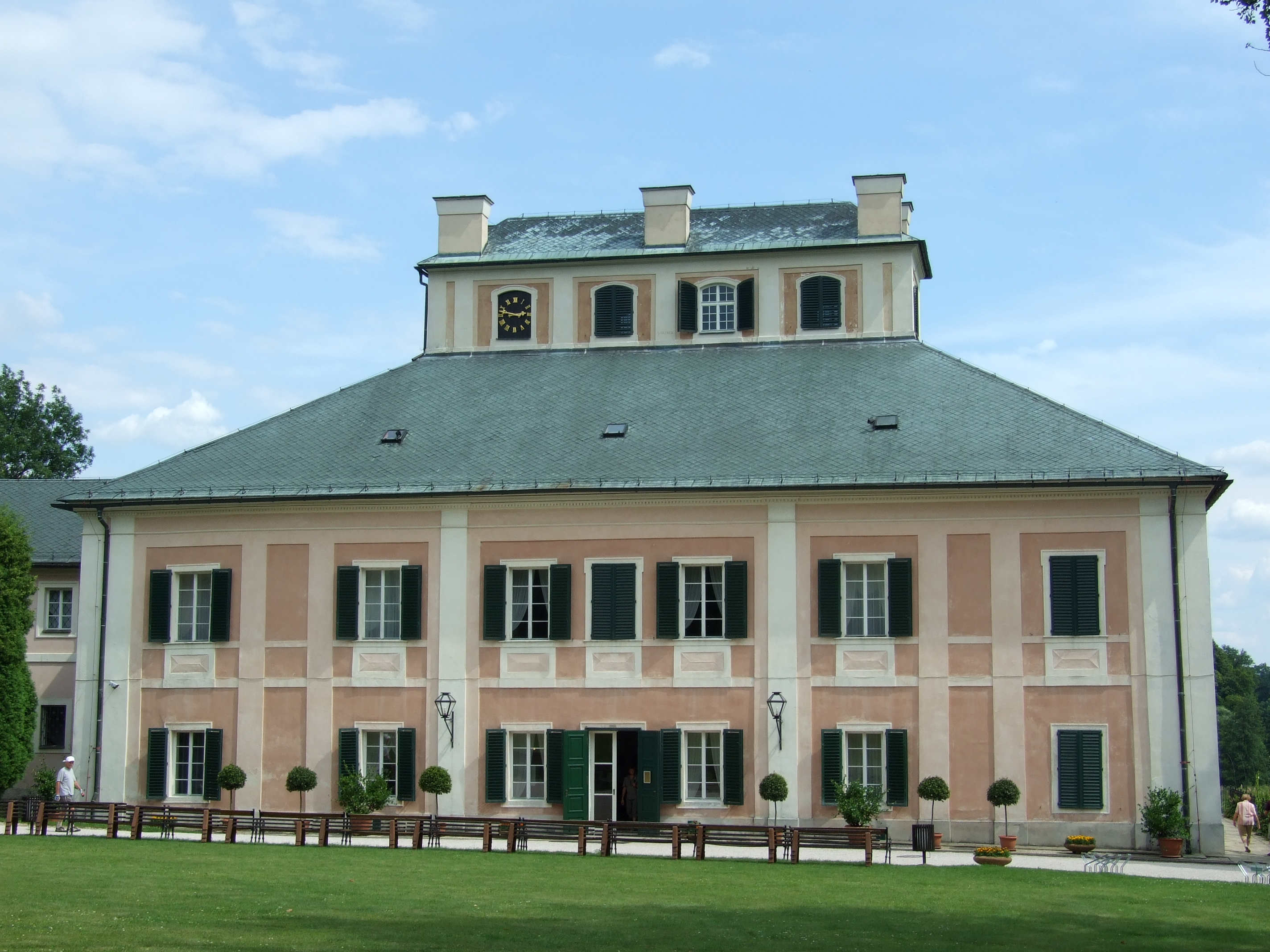
Zámek Ratibořice,
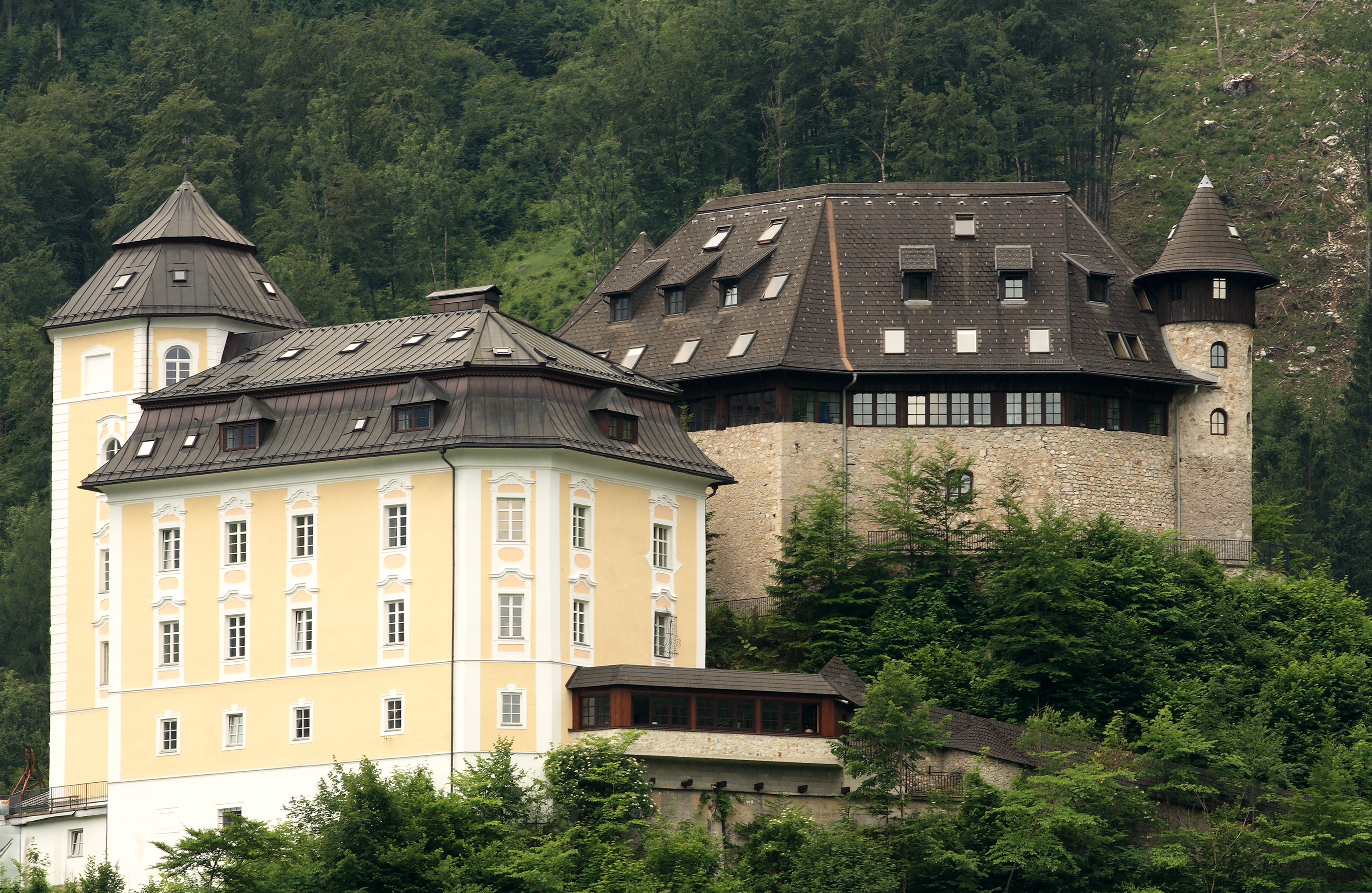
Zámek Klaus, Horní Rakousy